# موانئ المنطقة الغربية
موانئ المنطقة الغربية هي مجموعة موانئ تديرها موانئ أبوظبي في المنطقة الغربية من إمارة أبو ظبي بالإمارات العربية المتحدة. تشمل هذه المنافذ :
- المغرق
- السلع
- صير بني ياس
- دلما
- المرفأ.
- الشهامة

تدعم  الموانئ المجتمعات المحلية في المنطقة وتسهل نقل الأشخاص والبضائع إلى الجزر البعيدة عن الشاطئ. بالإضافة إلى ذلك فإنها تدعم الصناعات المحلية بما في ذلك صيد الأسماك والسياحة والخدمات اللوجستية والأنشطة الترفيهية.